# Damir Smajilagić
Damir Smajilagić (en serbe : Дамир Смајлагић), parfois orthographié Damir Smajlagić, né le 7 mai 1976 à Banja Luka (à l'époque en Yougoslavie et aujourd'hui en Bosnie-Herzégovine), est un joueur français (d'origine bosniaque et serbe) de handball, qui évoluait au poste d'ailier gauche.
Son oncle, Irfan Smajlagić, est également un ancien handballeur international et entraîneur croate, et son cousin Sven Smajlagić, est un joueur de basket-ball croate.

## Biographie

### Jeunesse
Natif de la République fédérative socialiste de Yougoslavie (son père est bosniaque et sa mère serbe), il fuit sa ville de Banja Luka à cause de la guerre et arrive en France en 1992 durant son adolescence. Il rejoint en Île-de-France son oncle Irfan, qui joue alors pour l'US Ivry Handball.
Ayant obtenu le statut de réfugié, il obtient la nationalité française en 2001.

### Carrière en club
Il est formé chez les équipes de jeunes de l'US Ivry Handball, avec qui il signe en pro. Il quitte le club ivréen en 2000 pour rejoindre les Girondins de Bordeaux HBC. Après une saison, il décide de ne pas prolonger à Bordeaux et préfère rejoindre le Livry-Gargan handball, mais le transfert est finalement avorté pour des raisons d'indemnisations.
Il retourne ensuite à Créteil, avant de prendre sa première retraite sportive en 2002 à 26 ans.
Smajilagić retourne à l'US Ivry Handball, le club de ses débuts, en 2006. Il prend sa retraite sportive définitive en 2014.

## Palmarès
US Ivry Handball
| - Championnat de France (2) : - Champion : 1996-97 et 2006-07. - Coupe de France : - Finaliste : 2011-12. |  | - Coupe de la Ligue : - Finaliste : 2006-07. |